# Autoroute A43 (France)
Pour les articles homonymes, voir A43.
En France, l'autoroute A43 relie Bron dans l'agglomération lyonnaise à Modane pour rejoindre le tunnel du Fréjus en direction de l'Italie. Elle est divisée en deux sections reliées par la route nationale 201 au niveau de Chambéry. Sa partie intra-alpine entre Aiton et le tunnel du Fréjus est appelée autoroute de la Maurienne.
Mise en service entre 1972 et 2001, l'A43 est gérée par l'AREA et la SFTRF pour la partie autoroute de la Maurienne.
Depuis Lyon, sa partie Ouest permet d'accéder au sillon alpin et au bassin lémanique tandis que sa partie Est sert au transit transalpin (route européenne 70) et à l'accès aux stations de sports d'hiver de Savoie, notamment dans la Maurienne.

## Caractéristiques
- 2 × 2 voies : du boulevard Pinel au boulevard périphérique de Lyon
- 2 × 3 voies : du boulevard périphérique de Lyon à l'A46 ; dans l'échangeur avec l'A432 ; de la barrière de péage de Saint-Quentin-Fallavier à l'A48 (34 km) ; de l'échangeur de Saint-Baldoph aux aires de service Le Granier/L'Abis ; de la barrière de péage de Chignin à l'A41 Sud
- 2 × 4 voies entre l'A46 et l'A432 (7 km) puis entre l'A432 et la barrière de péage de Saint-Quentin-Fallavier (7 km)
- 208 kilomètres de longueur
- Aires de service

## Historique
- Années 1940 : dans le cadre du plan Chalumeau[1], il est prévu de réaliser des pénétrantes dans la ville de Lyon qui vont croiser le boulevard périphérique de Lyon. Comme le boulevard de ceinture, ces pénétrantes doivent avoir un caractère de boulevard urbain. Une pénétrante est construite au départ de la place du Bachut, par l'actuelle avenue Jean Mermoz avant de croiser le périphérique et de rejoindre la RN6 au niveau de l'aéroport de Bron. L'avenue, arborée, est à une ou deux chaussées suivant les sections.
- 1973 : ouverture du tronçon Lyon - Bourgoin-Jallieu. À la sortie de Lyon, l'autoroute réutilise l'emprise de la pénétrante. Le premier kilomètre, entre la rue de la Moselle et le périphérique (autopont par-dessus le boulevard Pinel), est réalisé par l'État alors que la suite est concédée. L'autoroute est directement en 2 × 3 voies jusqu'à la barrière de péage de Saint-Quentin-Fallavier.
- 1974 : ouverture de Bourgoin-Jallieu - Chambéry.
- 1982-1988 : agrandissement de l'échangeur Porte des Alpes (sortie 3). Initialement, la seule possibilité était Chambéry ↔ D112-sud. Après, tout est possible sauf Chambéry → D112-nord.
- 1988 : ouverture du demi-échangeur de Belmont-Tramonet (sortie 11) de/vers Chambéry.
- 1989 : ouverture depuis l'embranchement avec l'A41S (Francin) jusqu'à Montmélian. Le tronçon de l'A41 entre Chambéry/RN 201 et Francin est renuméroté A43.
- 1989 : ouverture de l'échangeur de Villefontaine (sortie 6).
- 1990 : mise à 2 × 3 voies entre Saint-Quentin-Fallavier et la bifurcation de l'A48 (Coiranne).
- 1991 : mise en service du deuxième tube (sud) du tunnel de l'Épine.
- 1991 : ouverture de Montmélian - Aiton. L'A430 est mise en service simultanément ainsi que leur échangeur commun (Pont-Royal).
- 1992 : la barrière de péage de Chambéry-Sud est reculée à Chignin. Ouverture simultanée du demi-échangeur de Saint-Baldoph rendant l'autoroute gratuite jusqu'à cette sortie et permettant d'éviter la traversée de la Ravoire (CD 5).
- 1997 : mise à 2 × 3 voies entre la barrière de péage de Chignin et l'embranchement de l'A41S (Francin).
- 1997 : ouverture de la section Aiton - Sainte-Marie-de-Cuines.
- 1998 : ouverture de la section Sainte-Marie-de-Cuines - Saint-Michel-de-Maurienne.
- 1998 : mise à 2 × 3 voies entre la fin de la N201 et la sortie Saint-Baldoph.
- 1998-2004 : mise en 2 × 4 voies entre Saint-Priest (A46) et Saint-Quentin-Fallavier.
- 2000 : ouverture de Saint-Michel-de-Maurienne - Freney, avec intégration de la RN 566 menant au tunnel du Fréjus. La partie dans le tunnel garde le statut de route nationale sous l’appellation RN 543.
- 2002 : l'échangeur 11 (Belmont-Tramonet) est complet (reconstruction pour entrée/sortie côté Lyon également).
- 2004 : l'échangeur 20 (Saint-Baldoph) est complet (construction des bretelles côté Turin). Mise en 2 × 3 voies jusqu'aux aires de repos voisines (Granier/Abis)
- 2009 : Le premier kilomètre de l'autoroute (non-concédé) au départ de Bron est déclassé par décret en date du 11 juin 2009 et reclassé en RN 2043[2]. L'autopont de cette section sera détruit par la suite et remplacé par un boulevard urbain[3],[4],[5].
- 2014 : ouverture de l'échangeur 9.1, orienté vers Lyon, à l'est de La Tour-du-Pin (commune de Saint-Didier-de-la-Tour), parallèlement à l'élargissement de l'autoroute. Ce projet a coûté 8,3 millions d'euros hors taxes, financé par le Conseil général de l'Isère et la communauté de communes Les Vallons de la Tour. Il a en outre nécessité la construction d'un nouveau pont sur la route départementale 1006[6]. Ajout d'une quatrième voie entre La Tour-du-Pin-ouest et l'Aire des Marouettes.
- 2014 : ajout d'une troisième voie dans la montée de Chambéry-nord au tunnel de l'Épine.

## Sorties

### A43 Ouest
Section non-concédée à DIR Centre-Est et gratuite.

Le raccord entre l'A43 et le boulevard périphérique de Lyon utilise un système d'échangeur complexe.

- Sortie de l'agglomération lyonnaise, avenue Jean Mermoz (Bron, section déclassée)
  -  Début de l'A43 à 1 km
- Échangeur entre A43 et Périphérique (Porte des Essarts) (RD 383) ( 12 du Périphérique) à 1,5 km : 
  - Péripherique Nord : Paris (A6), Lyon - centre, Porte de Montchat +  Porte du Vinatier
  - Périphérique Sud : Marseille, Saint-Étienne, Porte de Parilly
  - Porte des Essarts : Lyon - Part-Dieu
- 1 Bron - Parilly à 1,7 km (depuis Chambéry) : Bron
- 2 Bron - Rebufer à 2 km : Bron, Parc de Parilly
- 3/3a/3b/3c Porte des Alpes à 3 km : Eurexpo, Université Lumière-Lyon 2, Bron - Albert-Camus, Parc de Parilly, Parc de Saint-Exupéry
- 4/4a/4b Parc Technologique à 4 km : Le Parc Technologique, Grenoble, Chambéry par RD, Bron - Aviation
- Échangeur entre A43, A46 et RN 346 à 7,5 km : 
  - A46 : Paris (A6), Z. I. Mi-Plaine, Eurexpo - Exposants
  - RN 346 : Marseille, Saint-Étienne, Z. I. Lyon Sud-Est
  -  Aires de service de Saint-Priest (sens Lyon-Chambéry),  de Manissieux (sens Chambéry-Lyon) à 8,5 km

Section concédée à AREA et payante.

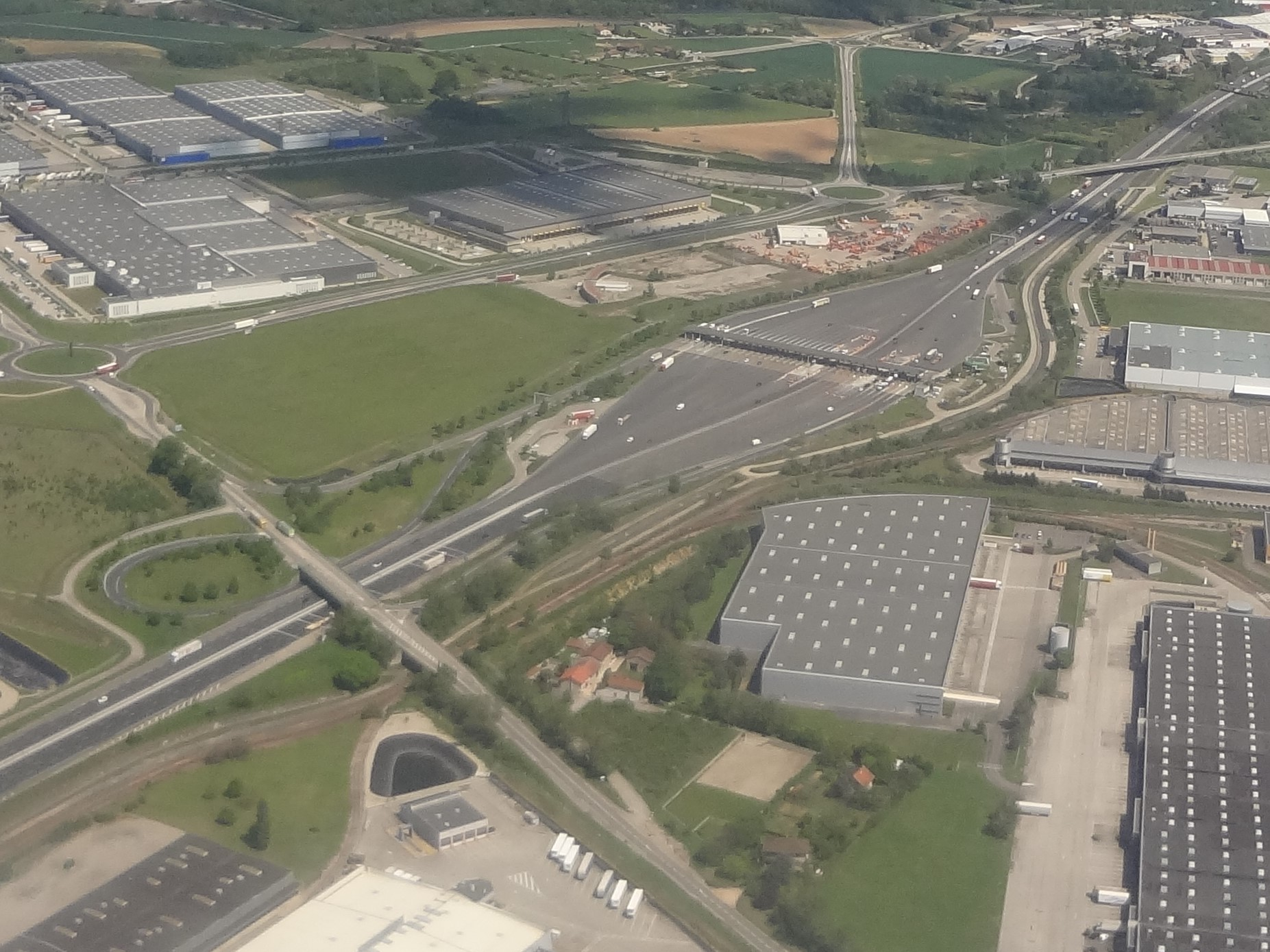
Vue aérienne du péage de
Saint-Quentin-Fallavier.

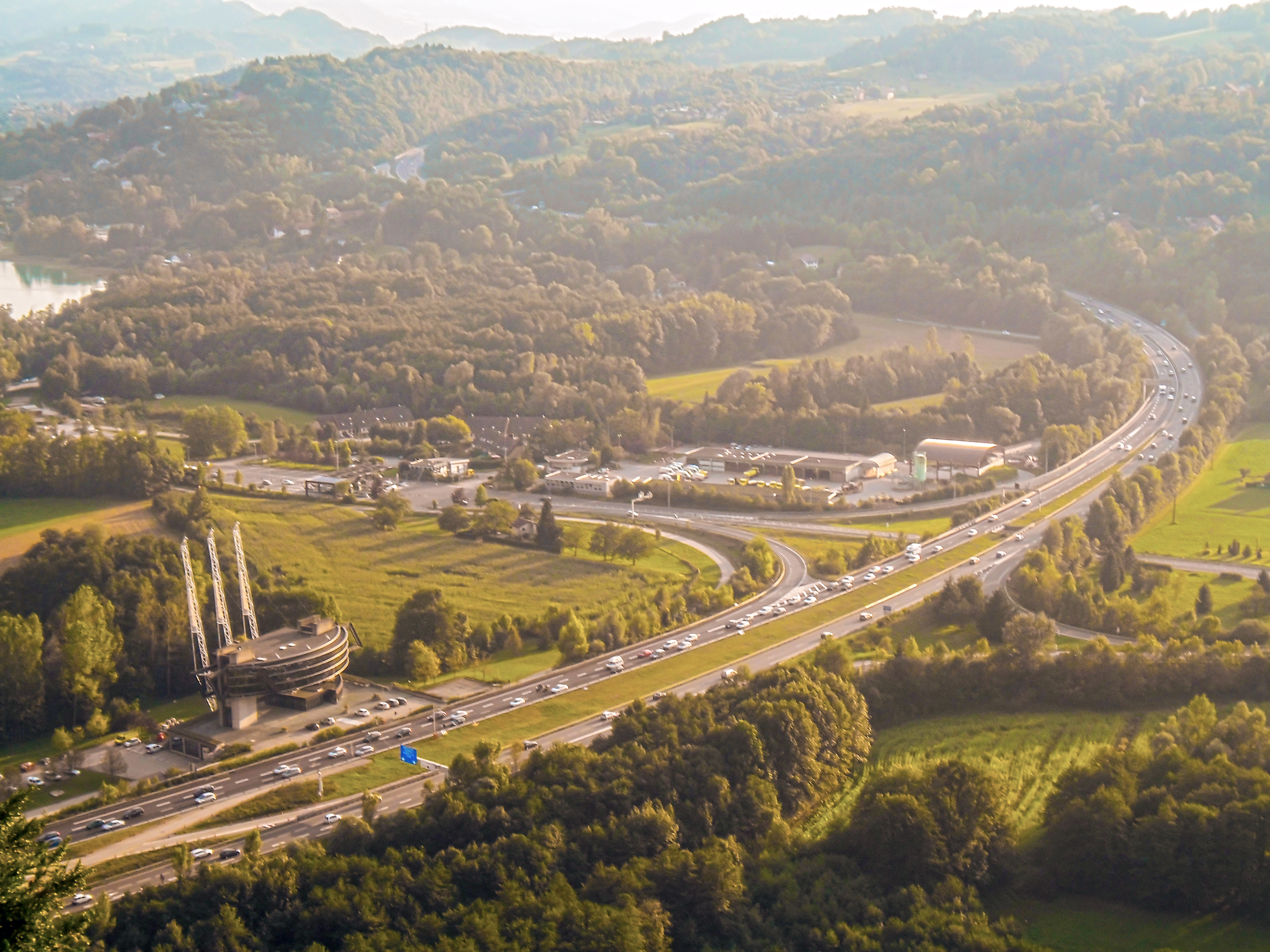
L'échangeur vers la D 921d et le lac d'Aiguebelette.

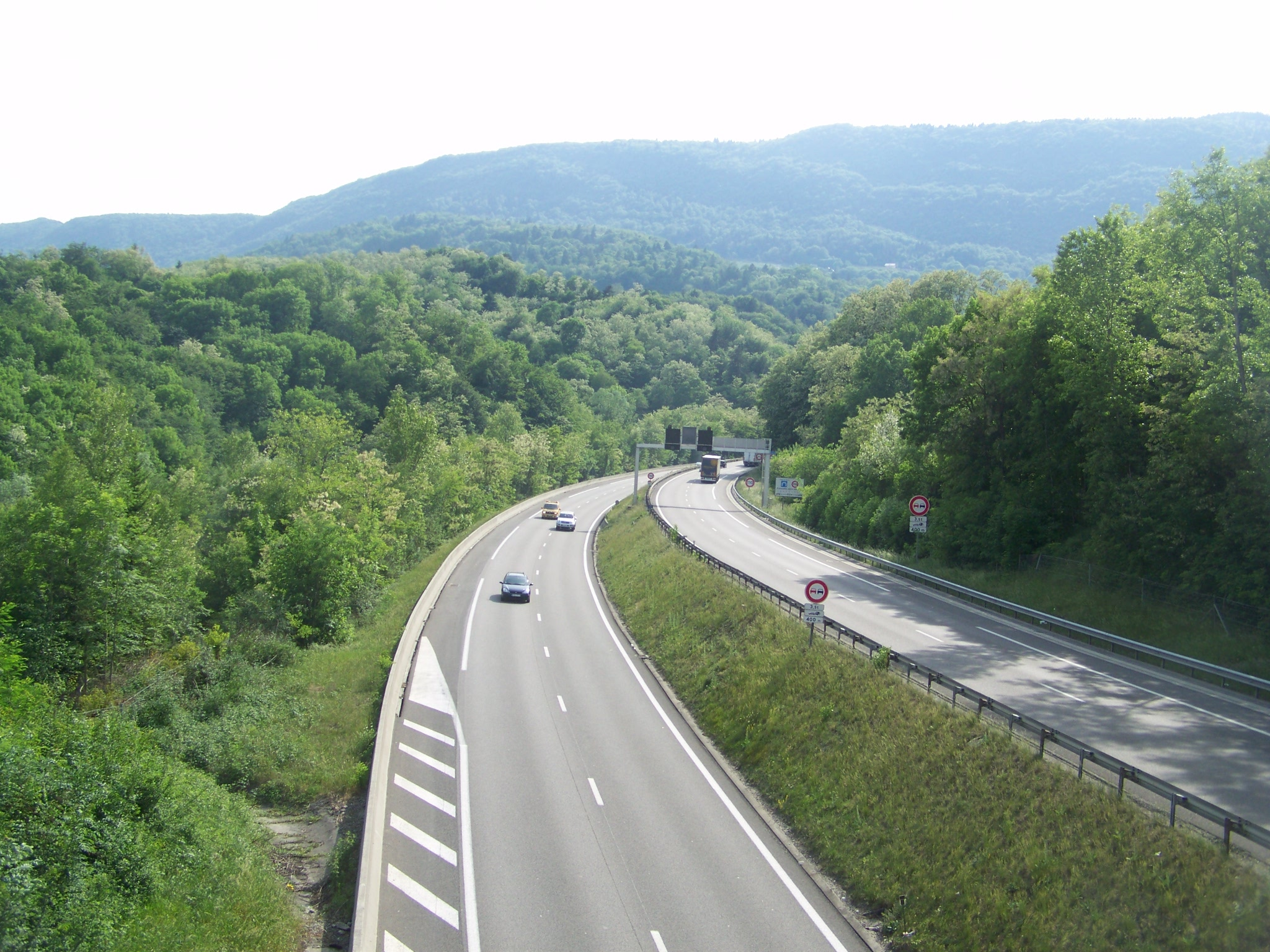
Direction Lyon à moins d'un kilomètre de l'entrée du tunnel de l'Épine.

- Échangeur entre A43 et A432 à 15 km : Aéroport de Saint-Exupéry, Pont-de-Chéruy, Crémieu, Strasbourg (A39), Genève, Bourg-en-Bresse (A42), Clermont-Ferrand (A89), Paris (A6)

Passage du département du Rhône au département de l'Isère
- 5 Saint-Quentin-Fallavier à 19 km et à 21,2 km : Heyrieux, Pont-de-Chéruy, L'Isle-d'Abeau - Chesnes, Saint-Quentin-Fallavier, Parc d'activité de Chesnes
- Gare de Péage de Saint-Quentin-Fallavier à 21 km
- 6 Villefontaine à 25 km : Villefontaine, La Verpillière, Vaulx-Milieu, L'Isle-d'Abeau - Parc Technologique
  -  Aire de service L'Isle-d'Abeau (dans les deux sens)
- 7 L'Isle-d'Abeau - centre à 32 km : L'Isle-d'Abeau - Les Sayes, Morestel, Bourgoin-Jallieu - ouest, Crémieu
- 8 Bourgoin-Jallieu à 37 km : Bourgoin-Jallieu - centre, Nivolas-Vermelle, Ruy-Montceau
  -  Aires de repos du Vernay (sens  Lyon-Chambéry),  de Coiranne (sens Chambéry-Lyon)
- Échangeur entre A43 et A48 : Marseille, Valence (A49), Grenoble
- 9 La Tour-du-Pin à 47 km : La Tour-du-Pin - centre
- 9.1 La Tour-du-Pin - est à 50 km : La Tour-du-Pin (sens Lyon-Chambéry)
  -  Aires de repos Les Marouettes (sens  Lyon-Chambéry),  Les Sitelles (sens Chambéry-Lyon)
- 10 Les Abrets à 62 km : Le Pont-de-Beauvoisin (Isère), Les Avenières, Les Abrets
  -  Aires de service Romagnieu (sens Lyon-Chambéry),  Le Guiers (sens Chambéry-Lyon)

Passage du département de l'Isère au département de la Savoie
- 11 Saint-Genix-sur-Guiers à 66 km : Bourg-en-Bresse, Le Pont-de-Beauvoisin (Savoie), Belley, Saint-Genix-les-Villages
  -  Aires de repos Le Lavaret (sens  Lyon-Chambéry),  L'Omble (sens Chambéry-Lyon)
- 12 Aiguebelette à 79 km : Lac d'Aiguebelette, Novalaise, Aiguebelette-le-Lac
  -  Tunnel de l'Épine (3 200m)
- Échangeur entre A43, A41N et A43/A41N à 88 km : Genève, Annecy, Aix-les-Bains

Début du tronc commun avec l'A41N
- Gare de Péage de Chambéry - nord à 88 km
- Échangeur entre A43/A41N et RN 201 à 89 km :  Bourg-en-Bresse, Annecy, Aix-les-Bains, Lyon par RD, Le Bourget-du-Lac, Savoie Technolac, Aéroport de Chambéry - Savoie

### RN 201

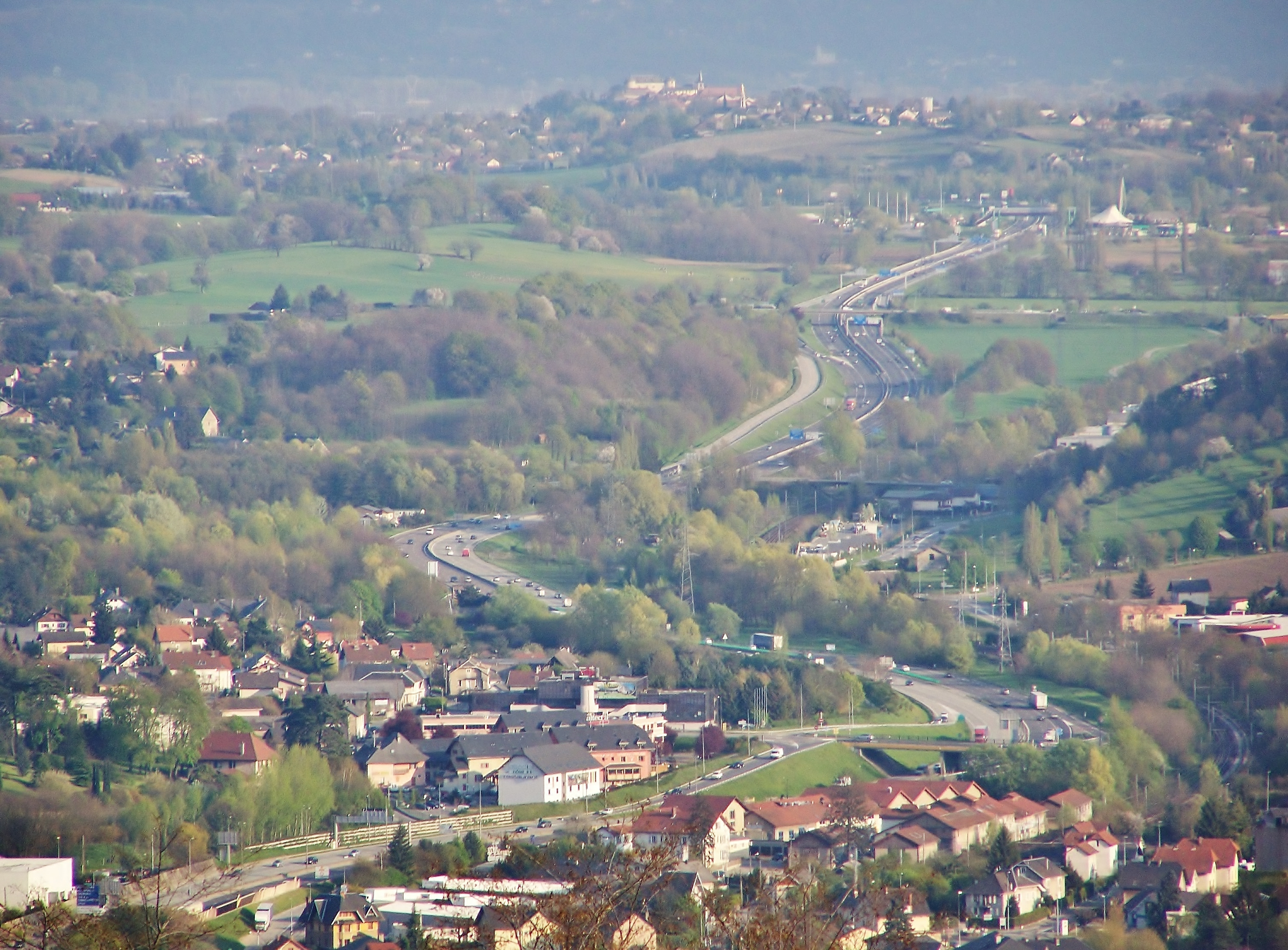
La route nationale 201 sortant du tunnel des Monts et continuant en direction des A43 et A41 Sud.

L'A43 est absorbée par la RN 201 pour la traversée de Chambéry.

Section non-concédée à DIR Centre-Est et gratuite.
- Fin des autoroutes (A41N/A43) et début de route à accès réglementé (RN 201) à 89 km
- 14 La Motte-Servolex à 89 km : La Motte-Servolex, Z.I. Les Landiers, Centre Commercial
- 15 Chambéry - Le Haut (échangeur de la Boisse) à 91 km : Chambéry - ouest, Les Échelles, Hauts-de-Chambéry, Cognin, Centre Hospitalier
- 16 La Cassine à 92 km : Chambéry - centre, Gare
- 17 Bassens à 94 km : Bassens, Chambéry - centre
- 18 Barberaz à 95 km : Chambéry - sud, Albertville, Grenoble, Barberaz, Massif des Bauges, Massif de la Chartreuse
- 19 La Ravoire à 96 km : La Ravoire, Barberaz

### A43 Est
Section concédée à AREA et payante (sauf la sortie 20).

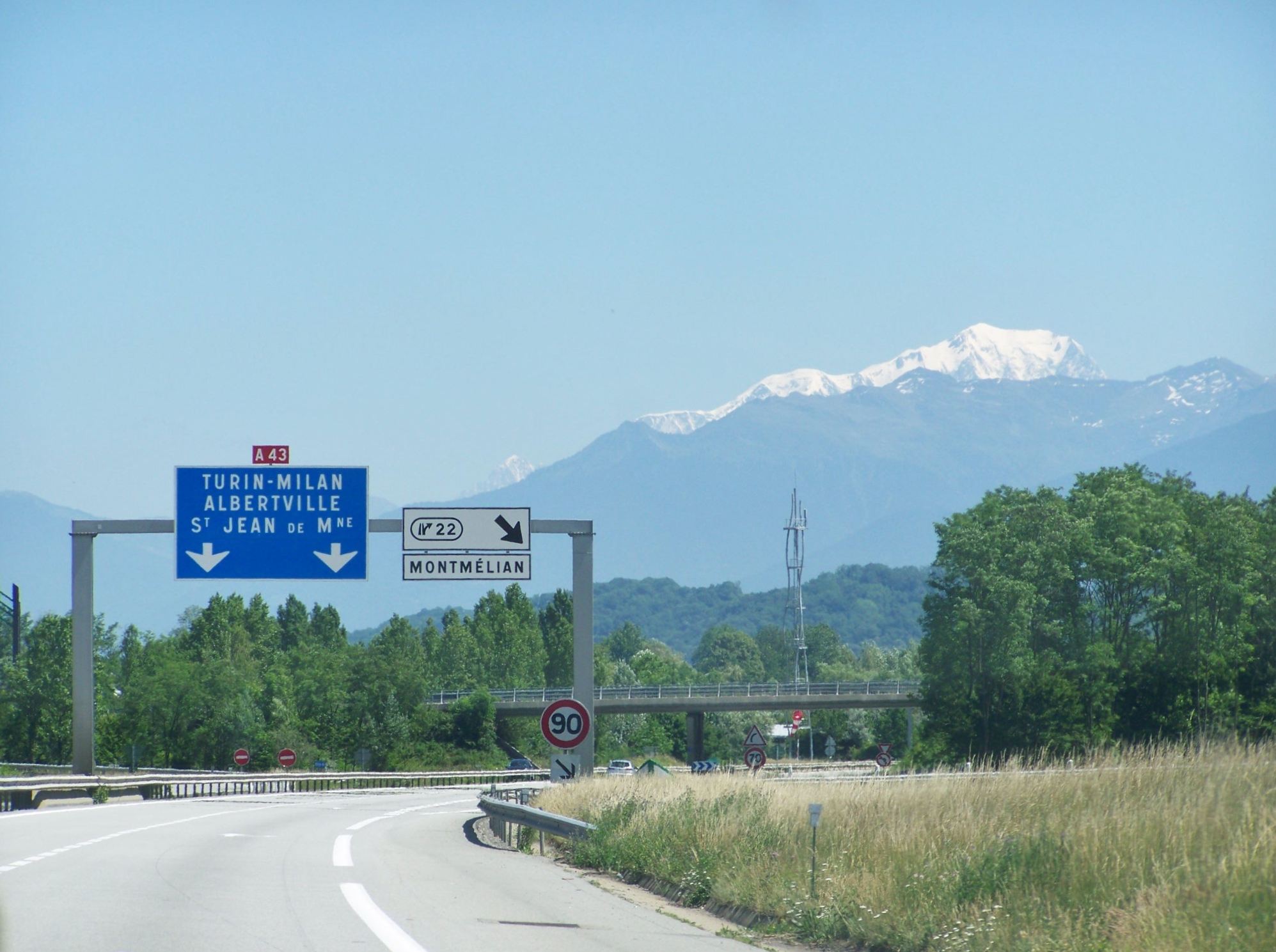
L'A43 à Montmélian, devant le mont Blanc.

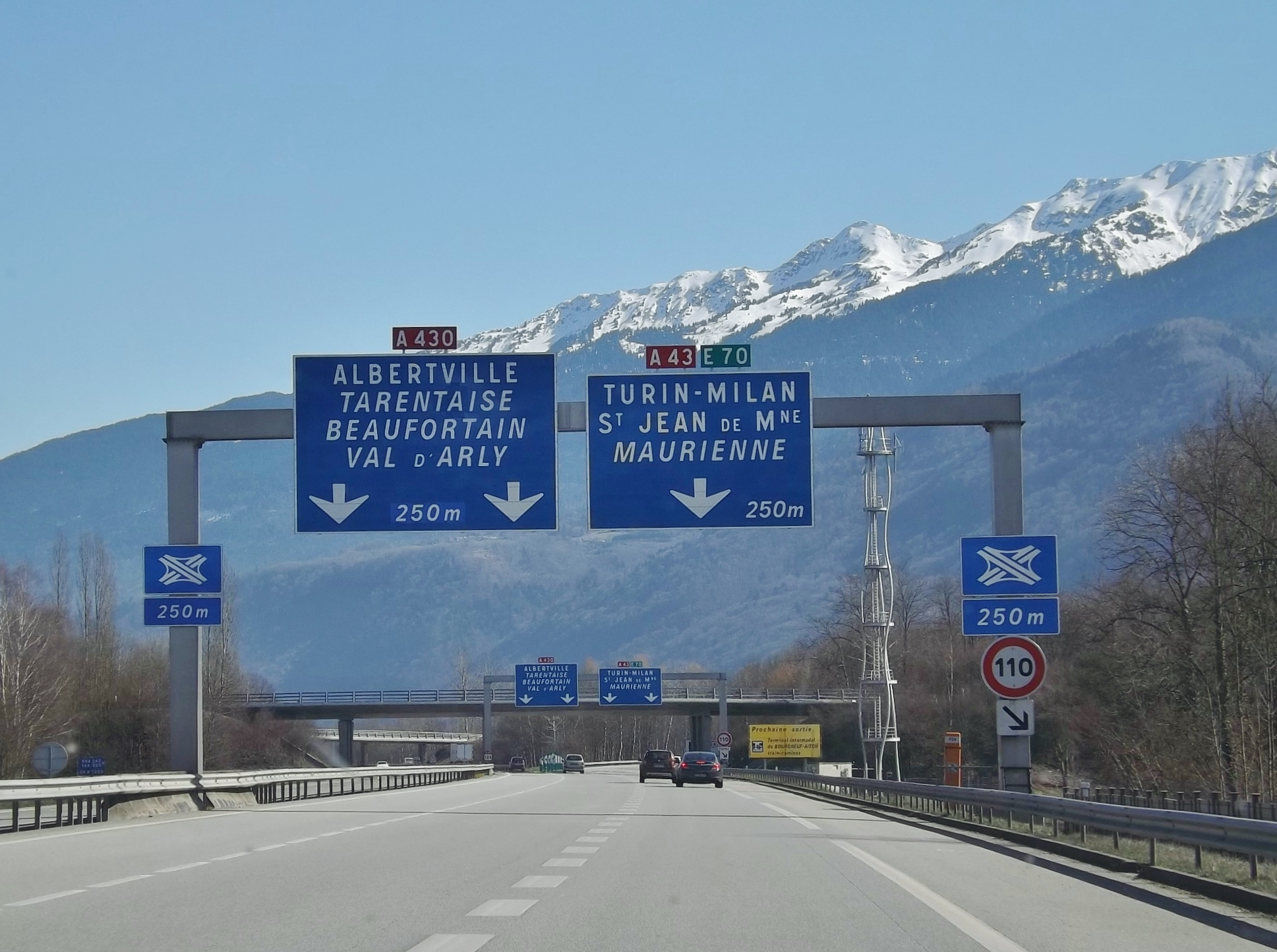
Séparation A43-A430 pour la Tarentaise.

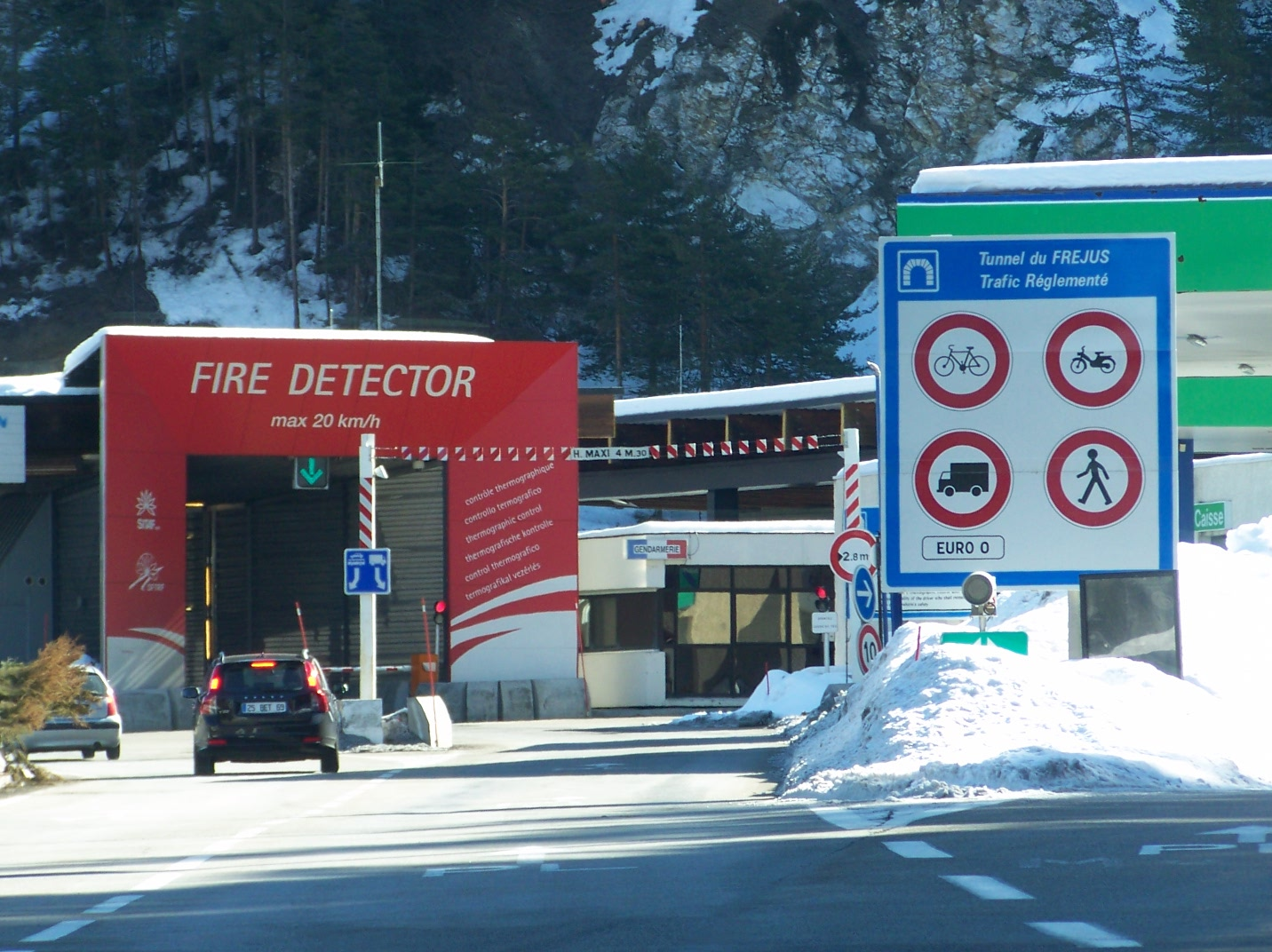
Extrémité de l'autoroute : tunnel du Fréjus vers l'Italie.

- Fin de route à accès réglementé et début du statut autoroutier de l'A43 (toujours en tronc commun avec l’A41)
- 20 Saint-Baldoph à 99 km : Saint-Baldoph, Challes-les-Eaux, Myans
  -  Aires de service Le Granier (sens Chambéry-Italie),  L'Abis (sens Italie-Chambéry)
- Gare de Péage de Chignin à 103 km
- 21 Chignin / Les Marches à 104 km : Chignin, Les Marches
- Échangeur entre A43 et A41S à 106 km : Grenoble

Fin du tronc commun avec l'A41S
- 22 Montmélian à 110 km : Montmélian
- 23 Saint-Pierre-d'Albigny à 120 km : Saint-Pierre-d'Albigny, Massif des Bauges (demi-échangeur) +  Aires de service Val-Gelon (sens Chambéry-Italie),  L'Arclusaz (sens Italie-Chambéry)
- Échangeur entre A43 et A430 à 125 km : Tarentaise, Val d’Arly, Beaufortain, Albertville

Section concédée à SFTRF et payante (Autoroute de la Maurienne)
- 24 Aiton à 127 km : La Rochette, Saint-Pierre-d'Albigny, Chamoux-sur-Gelon
  -  Aire de repos Saint-Pierre-de-Belleville (sens  Chambéry-Italie)
- 25 Saint-Pierre-de-Belleville / Épierre à 141 km : Aiguebelle, chaîne des Hurtières, Épierre, Col du Grand Cucheron
  -  Aire de repos Saint-Léger (sens  Italie-Chambéry)
- 26 Saint-Marie-de-Cuines à 157 km : La Chambre, vallée des Villards, Col de la Madeleine, Col du Glandon +  Aires de repos Sainte-Marie-de-Cuines (sens  Chambéry-Italie),  Saint-Avre (sens Italie-Chambéry)
- 27 Hermillon à 163 km : Saint-Jean-de-Maurienne, Hermillon, Vallée de l'Arvan, Col de la Croix de Fer (demi-échangeur)
- 28 Saint-Julien-Mont-Denis à 171 km : Saint-Julien-Mont-Denis, Saint-Jean-de-Maurienne, Vallée de l'Arvan, Col de la Croix de Fer (demi-échangeur)
  -  Aires de service Saint-Julien-Montdenis (sens Italie-Chambéry),  Rieu-Sec (réservée aux poids-lourds) (sens Chambéry-Italie)
- Gare de Péage de Saint-Michel-de-Maurienne à 177 km
- 29 Saint-Michel-de-Maurienne à 177 km et à 178 km : Saint-Michel-de-Maurienne, Valloire, Valmeinier, Col du Galibier +  Aire de service Saint-Michel-de-Maurienne (sens Chambéry-Italie)
  -  Tunnel des Sorderettes (372 m) dans le sens Lyon-Fréjus
  -  Tunnel d'Orelle (3 692 m) (section en 2 × 1 voies)
- 30 Modane à 190 km : Chambéry, Albertville, Saint-Jean-de-Maurienne par RD, Modane, Haute Maurienne, Vanoise, Col du Mont-Cenis, Col de l'Iseran + 
  -  Section en 2+1 voies (2 files en direction du tunnel) jusqu'au tunnel
- 31 Valfréjus à 193 km : Valfréjus, Modane (demi-échangeur)
- Gare de Péage du Tunnel du Fréjus à 195 km
  -  Fin de l'autoroute A43 et devient la RN 543
  -  Tunnel du Fréjus

 France /  Italie Frontière franco-italienne à l'intérieur du tunnel
- ( Autoroute italienne A32) en direction de : Turin, Milan

## Ouvrages d’art
- Tunnel d'Orelle (3 692 m), classé 11e tunnel routier le plus long de France[7] ;
- Tunnel de l'Épine (3 200 m) ;
- Tunnel de Dullin (1 600 m) ;
- Tunnel des Hurtières (1 198 m / 1 160 m) ;
- Tunnel des Monts (870 m / 889 m) ;
- Tunnel d'Aiguebelle (924 m / 901 m) ;
- Pont-rivière du Glandon ;
- Pont-rivière du ravin Saint-Julien ;
- Pont-rivière du ruisseau de Claret ;
- Pont-rivière du ruisseau Saint-Bernard ;
- Tunnel des Sorderettes (385 m) ;
- Viaduc d'Achard (387 m)[8] ;
- Viaduc du Charmaix (346 m) ;
- Viaduc d'Aiton (260 m) ;
- Viaduc des Fourneaux (201 m) ;
- Viaduc du Freney (207 m)[9] ;
- Viaduc de La Praz (145 m) ;
- Viaduc du Pont-des-Chèvres (354 m) ;
- Viaduc du Rocher-de-l'Escalade (239 m) ;
- Viaduc de Saint-André (902 m)[10] ;
- Viaduc de la Saussaz (223 m).

Sélection de vues d'ouvrages d'art de l'A43.
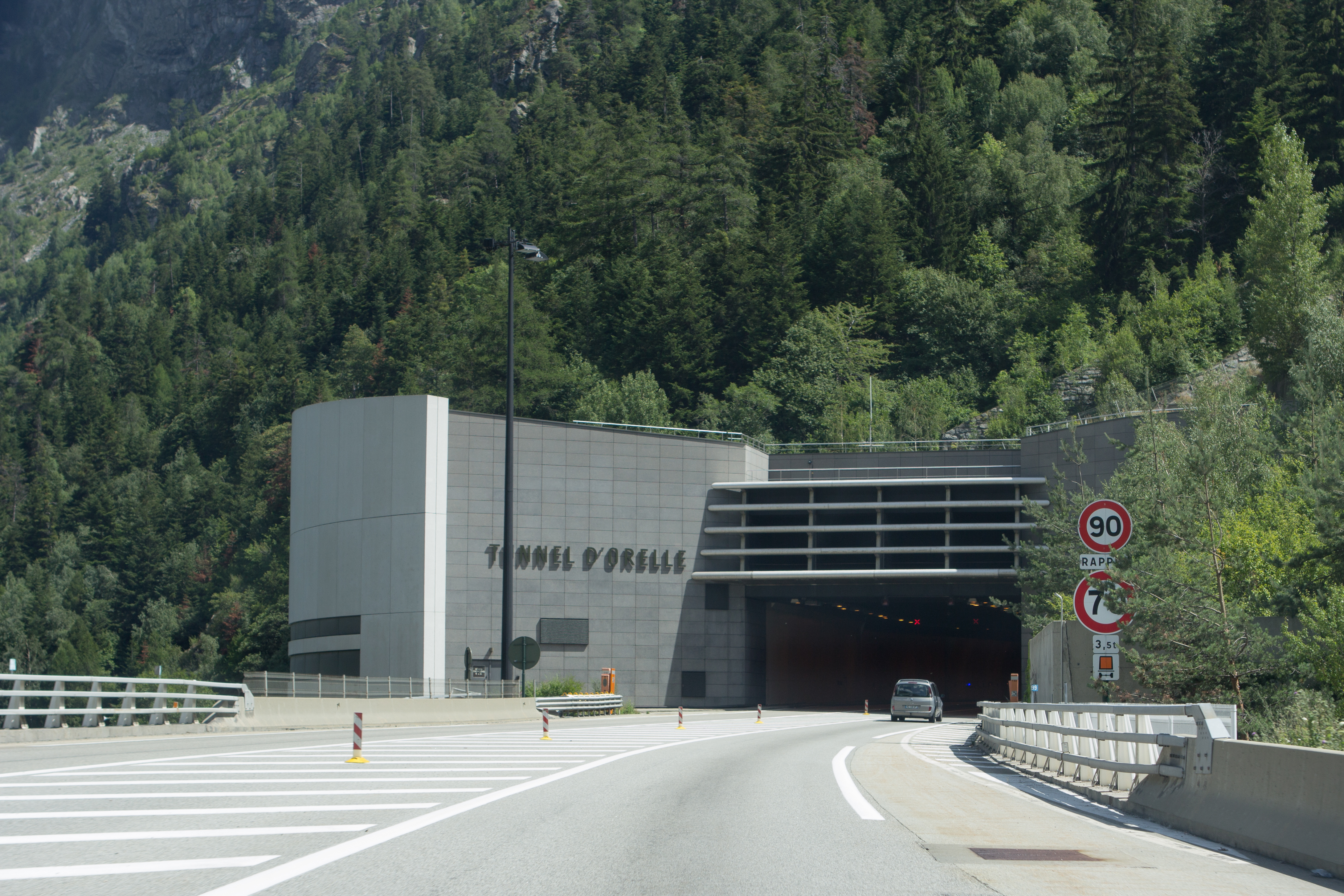
Entrée Ouest du tunnel d'Orelle.
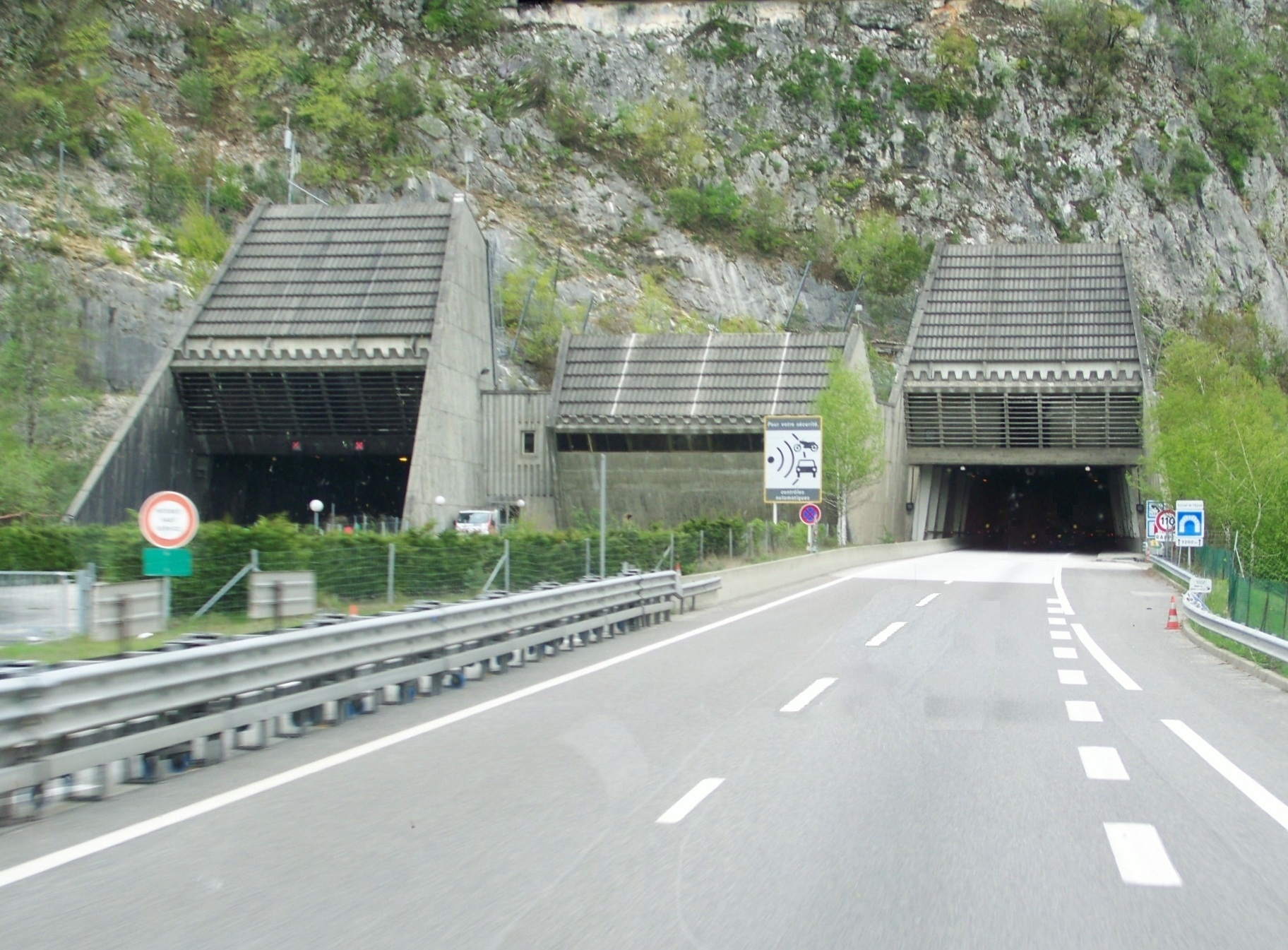
Extrémités ouest du tunnel de l'Épine.
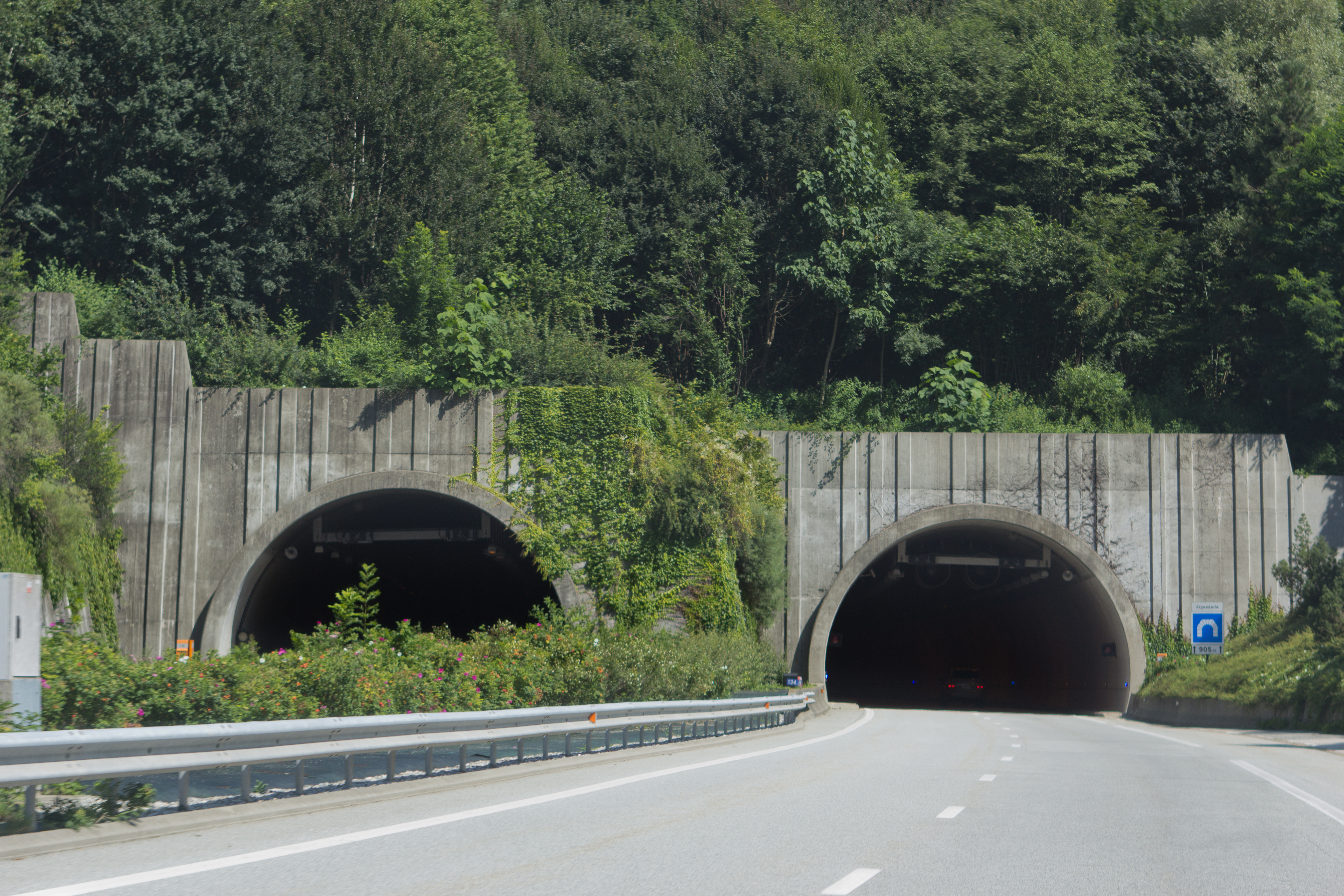
Extrémités sud du tunnel d'Aiguebelle.
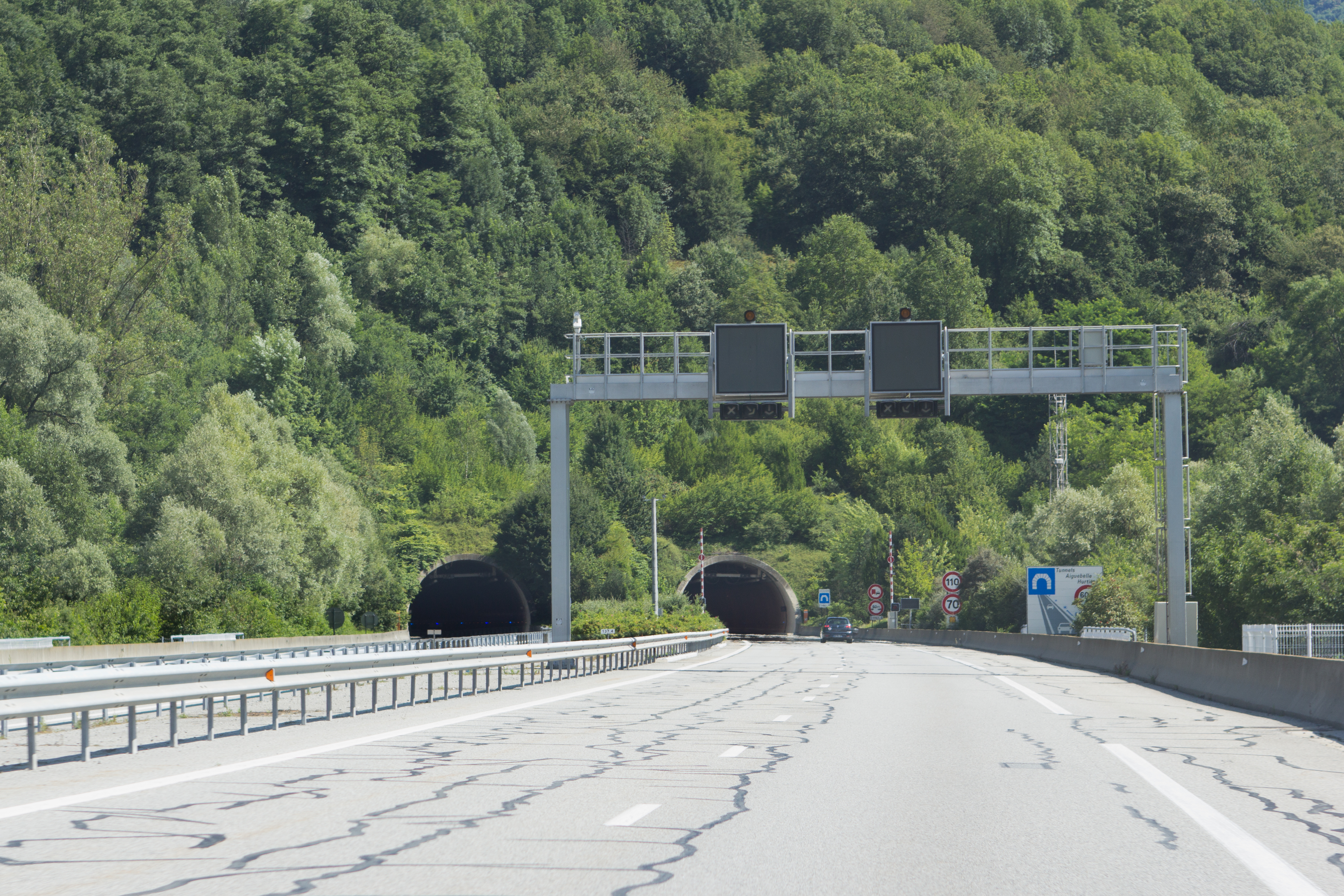
Extrémités sud du tunnel des Hurtières.
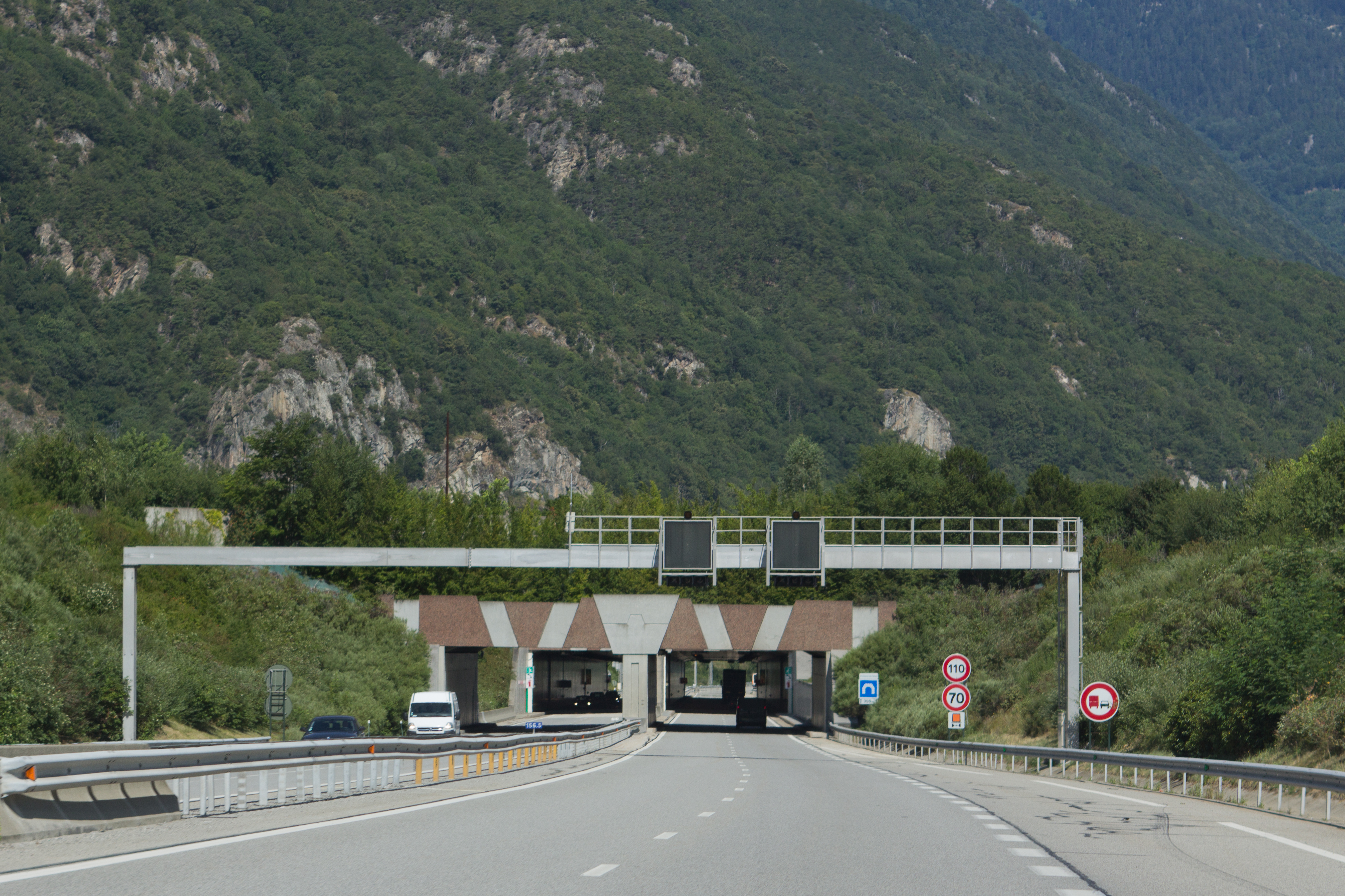
Pont-rivière du Glandon au-dessus de l'A43 à Saint-Étienne-de-Cuines.

## Lieux sensibles

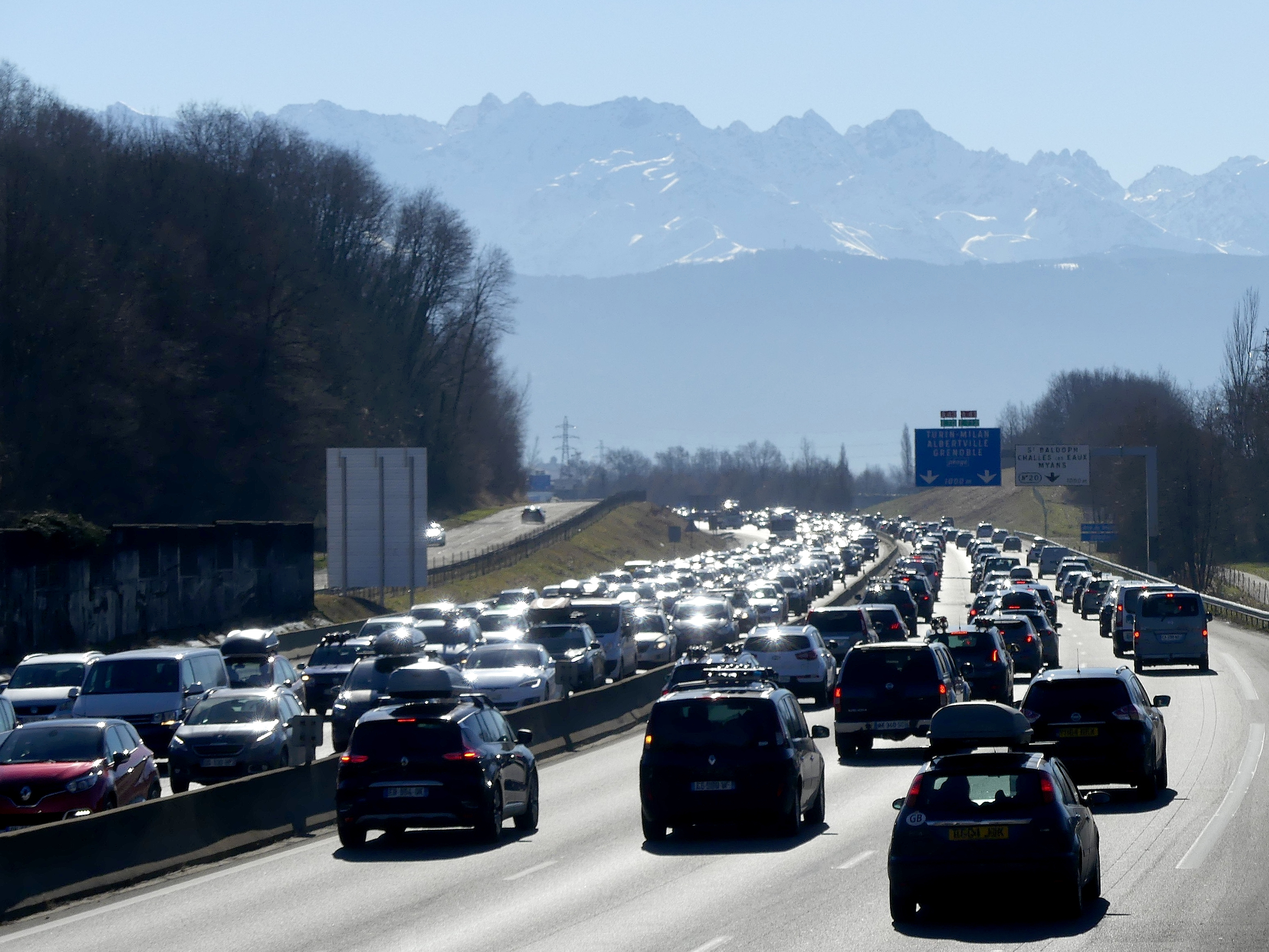
Ralentissements lors d'un chassé-croisé de vacanciers au sud de Chambéry en hiver avec en arrière-plan la chaîne de Belledonne.

- Bouchons fréquents entre Lyon et Chambéry (surtout en vacances d’hiver).
- Ralentissements à la bifurcation A41 (depuis Annecy) – A43 (depuis Chambéry).
- Bouchons entre l'A430 et le tunnel du Fréjus.

## Croisements autoroutiers
- vers A46 (Lyon Est)

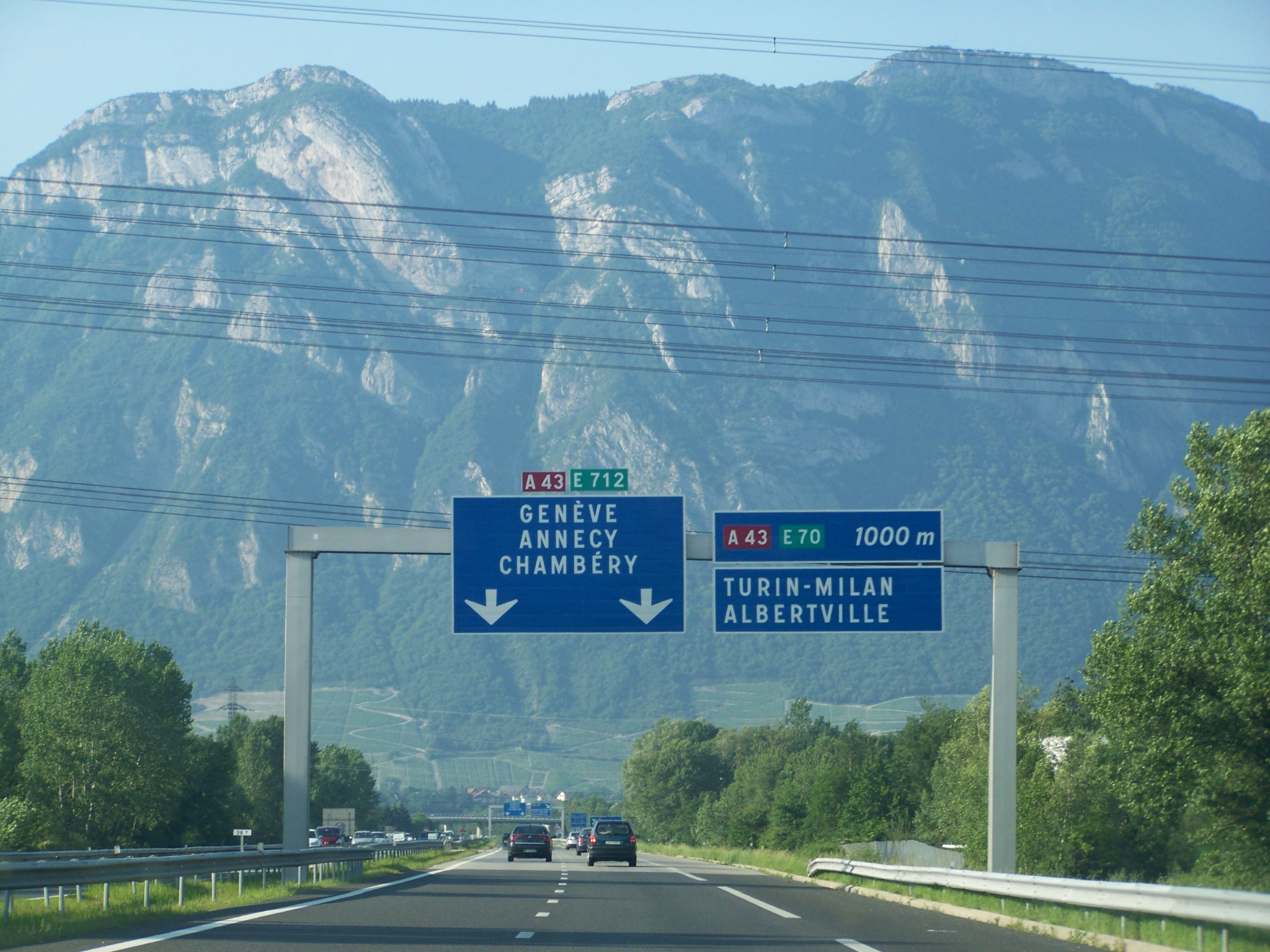
L'A41 joint l'A43 à Porte-de-Savoie avec en arrière-plan le massif des Bauges.

- vers A432 (aéroport de Lyon-Saint-Exupéry)
- vers A48 (Grenoble)
- vers A41 (Suisse)
- vers A41 (Grenoble)
- vers A430 (Albertville)

## Départements traversés
L'autoroute A43 traverse trois départements et une métropole à statut de collectivité territoriale, assimilée à un département.
La liste suivante répertorie les villes desservies et les sites remarquables à proximité de l'autoroute.
Métropole de Lyon
- Lyon
- Aéroport de Lyon-Bron

Rhône
- Aéroport de Lyon-Saint-Exupéry (par autoroute A432)

Isère
- Ville nouvelle de L'Isle-d'Abeau
- Bourgoin-Jallieu
- La Tour-du-Pin

Savoie
- Lac d'Aiguebelette
- Chambéry
- Saint-Jean-de-Maurienne
- Modane et le tunnel routier du Fréjus

## Galerie d'images

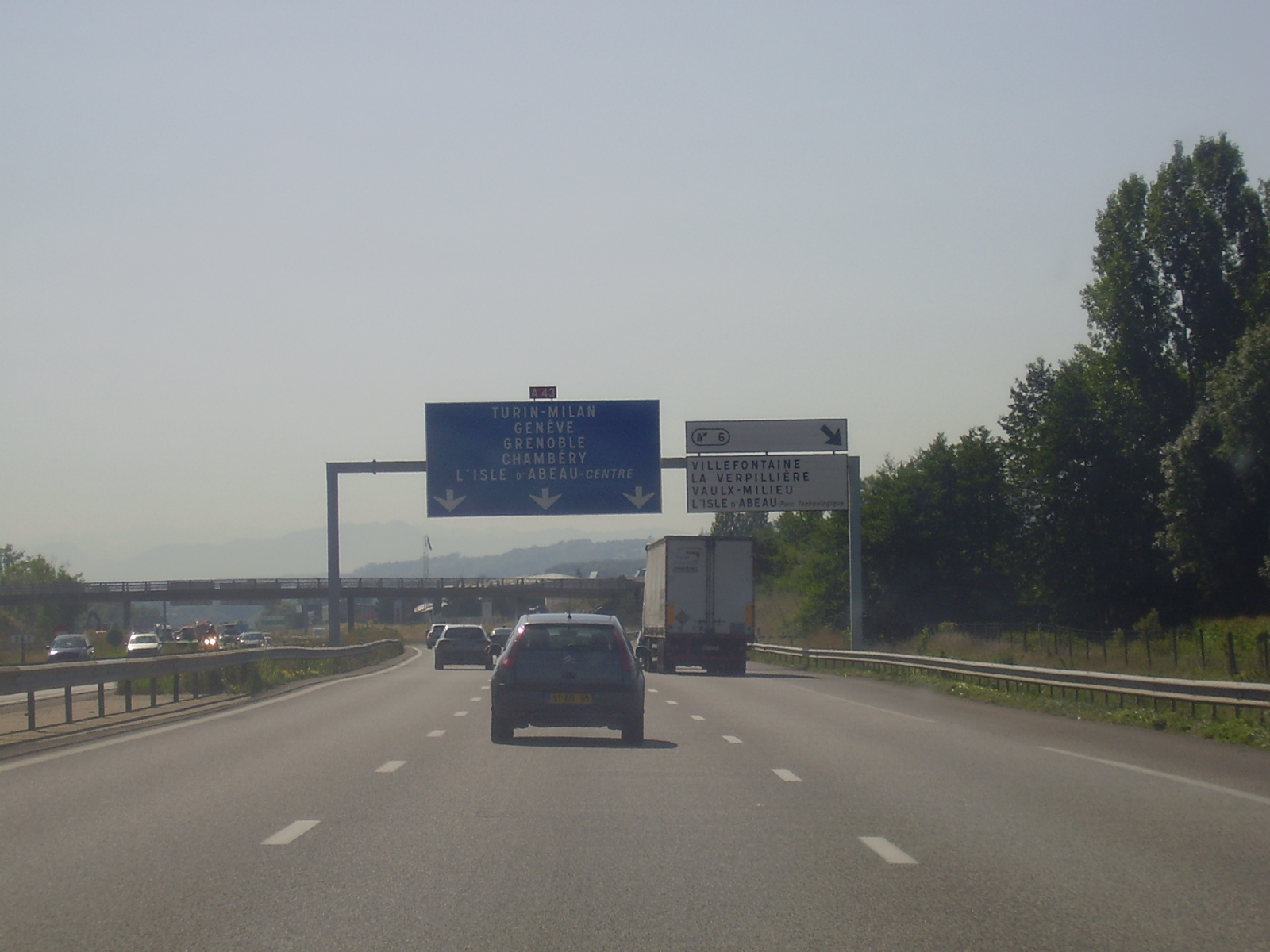
A43 au niveau de la sortie 6, vers Chambéry.
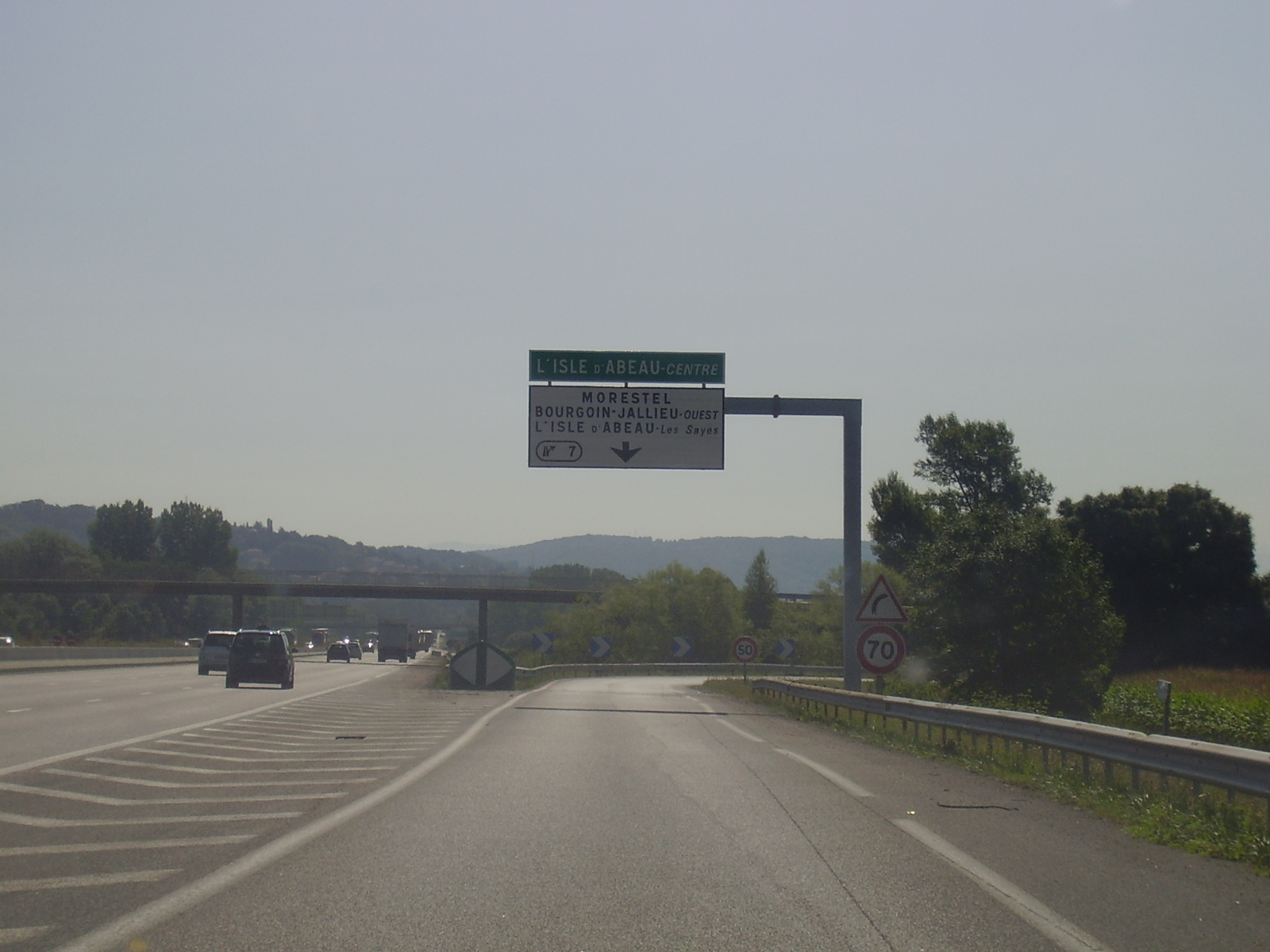
A43 au niveau de la sortie 7, vers Chambéry.
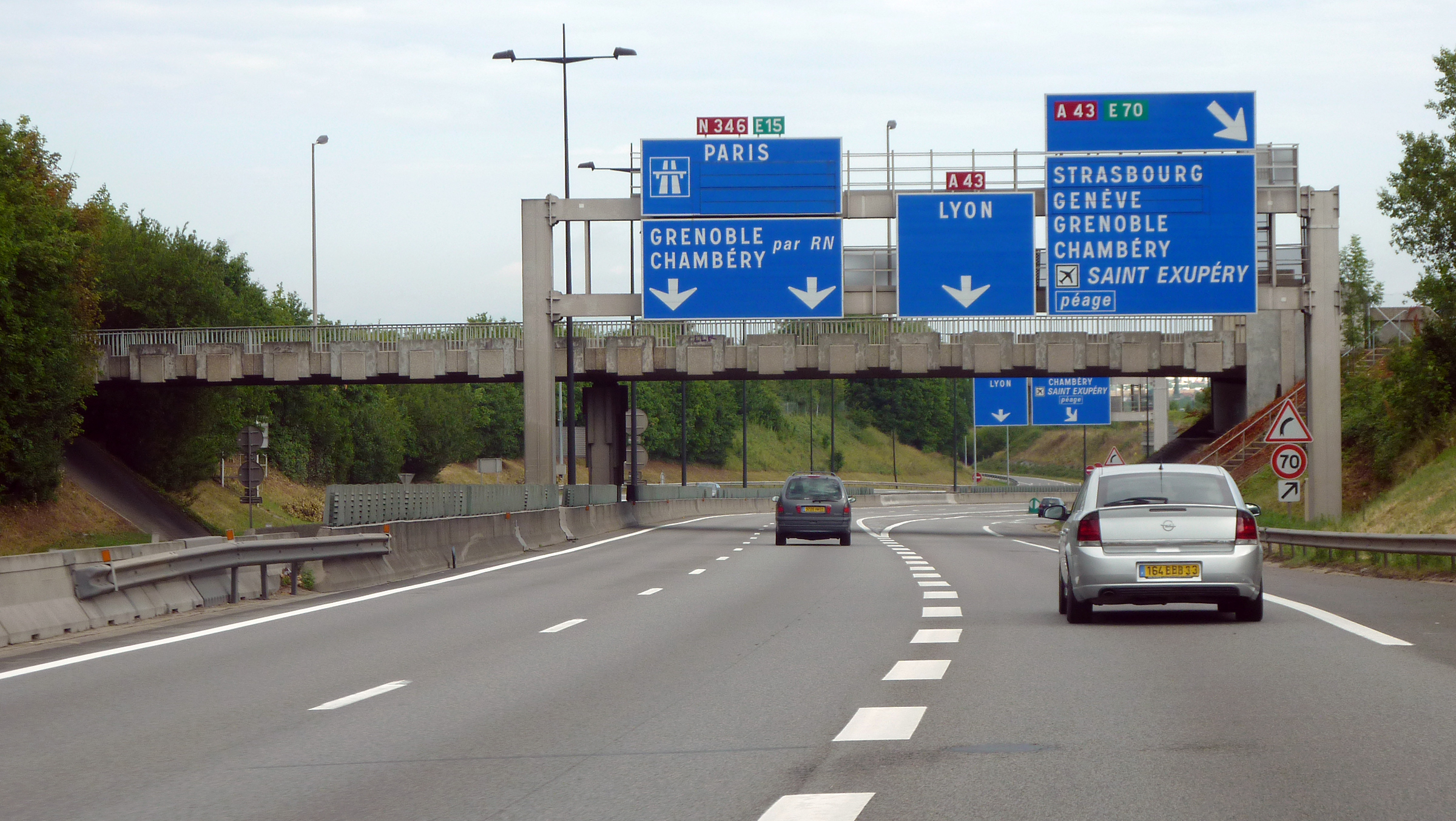
A43 à Lyon.
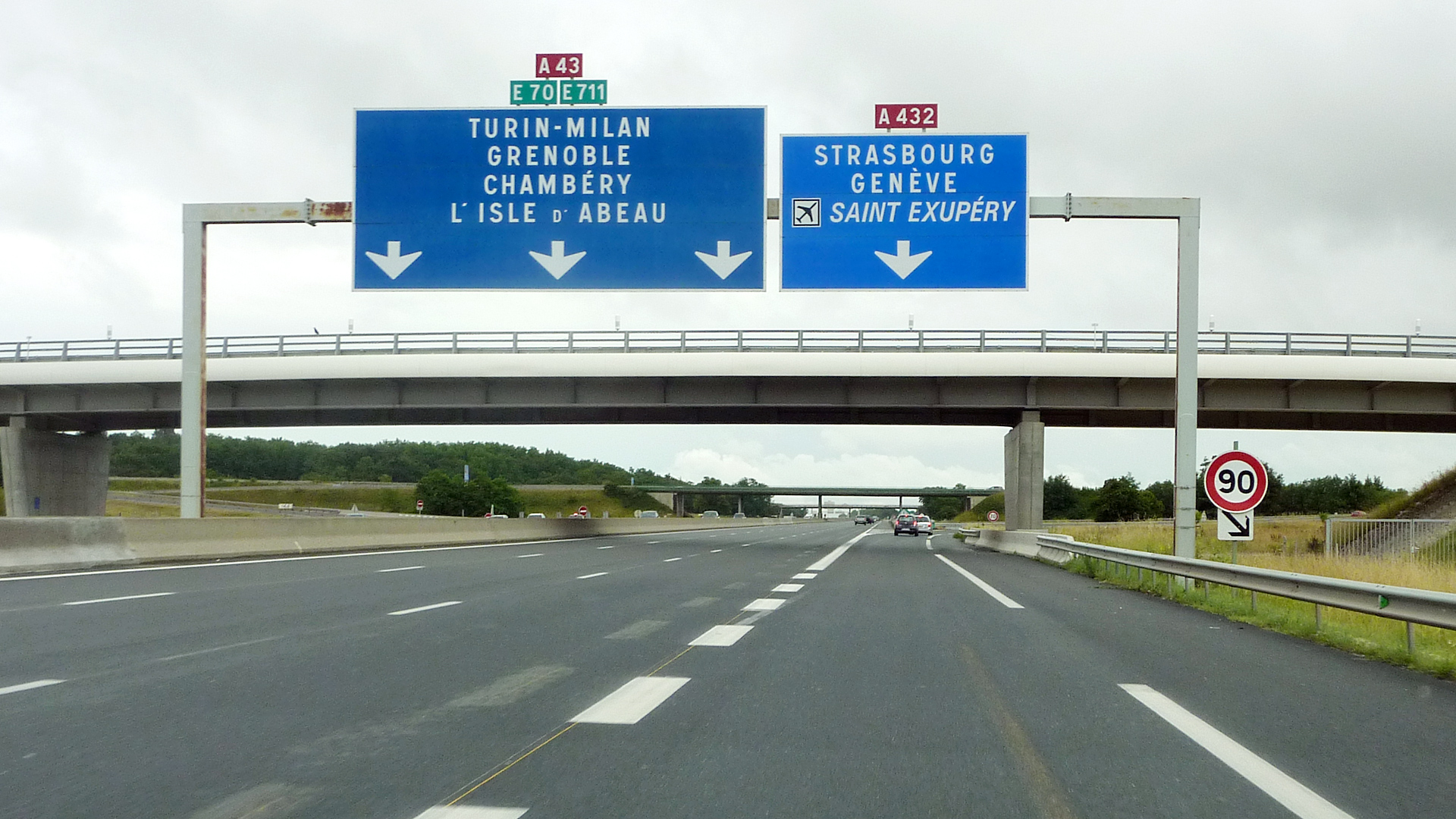
Échangeur entre l'A43 et l'A432.